# Jon Pearn

Jon Pearn est un disc jockey et producteur de house music anglais et membre de nombreux groupes à succès dont Full Intention et Bodyrox.

## Biographie
Travaillant aux côtés de Michael Gray en tant que Full Intention, la paire est devenue l'un des duos de production et de remix les plus célèbres au monde avec une discographie impressionnante comprenant des hymnes tels que "America (I Love America)", "Once In A Lifetime" et "I Can Cast A Spell', tandis que leur programme de remix les a vus remixer des artistes tels que Inner City, Black Riot, Paloma Faith, Bob Sinclar, Duran Duran et Duke. En 2004, Full Intention ont été nommés pour un 'Grammy' pour leur remix de 'Amazing' de George Michael.
Jon Pearn a notamment collaboré avec des artistes comme Luciana et Nick Bridges. Il est devenu l'un des DJs les plus demandés, jouant fréquemment au Royaume-Uni, en Europe, en Asie et en Australie.